# کنفوسیوس
کُنفُوسیوس (به لاتین: Confucius)(به چینی: 孔夫子، کُنگ‌فُوزی) فیلسوف، نظریه‌پرداز سیاسی و معلم چینی است که در چین باستان زندگی می‌کرد. وی در ۵۵۱ پیش از میلاد در ایالت کوچک لو که امروزه بخشی از استان جدید شاندونگ است متولد شد و در ۴۷۹ پیش از میلاد در گذشت. والدینش، که در زمان کودکی او زندگی را بدرود گفتند، او را کونگ-چیُو (به معنی تَپه) نامیدند. کنفوسیوس از کلمهٔ کونگ فوزِ، به معنای «استاد بزرگ، کونگ» گرفته شده‌است. آموزه‌های کنفوسیوس اجتماعی بودند نه مذهبی. او هرگز ادعا نکرد از جانب خدا آمده‌است یا حقیقت در انحصار اوست. از خود هیچ اثر مکتوبی به جای نگذاشت اما پس از مرگش برخی از شاگردانش گفته‌های او را در کتابی به نام منتخبات کنفوسیوس منتشر کردند. کنفوسیوس از همهٔ فلاسفهٔ چین در دنیا نام‌آورتر است. عمده‌ترین کار کنفوسیوس این بود که هر آنچه که از فرزانگان کهن برگزیده بود، گرد آورد و بر مبنای این میراث یک نظام جامع فلسفی بنیاد نهاد. این فلسفه در طی بیست و پنج قرنی که چراغ راه ملت چین بوده‌است توانسته عادات و تفکر ملت چین را شکل ببخشد. جامعهٔ مورد نظر او در واقع خانواده‌ای بزرگ است که بر ساختاری سلسله مراتبی، مشتمل بر روابط پنجگانهٔ فرمانروا و فرمانبردار، پدر با فرزند، شوهر با زن، برادر بزرگتر با برادر کوچکتر و دوست با دوست مبتنی است. در این جامعه انسان‌ها به یکدیگر احترام می‌گذارند و نسبت به همدیگر عشق می‌ورزند. از نظر کنفوسیوس، در یک حکومت نیک باید سه هدف اساسی مد نظر باشد: مواد غذایی باید به فراوانی فراهم شود؛ سپاه باید منظم و درستکار باشد و اعتماد مردم به حکومت باید کامل باشد. اندیشه کنفوسیوس اندیشه‌ای انسان محور است. وی اولین گام برای شناخت و کشف اصول و مبانی سیاست را شناخت و تحلیل انسان می‌داند و هدف وی رستگاری انسان است و معتقد است که همه چیز تا زمانی وجود دارد که با انسان هماهنگی داشته باشد و انسان ذاتاً و فطرتاً دارای سرشت پاکی است که در معرض فساد و انحراف قرار می‌گیرد و جوهر وجودی انسان ریشه در تاریخ دارد؛ بنابراین این تاریخ است که مشخص کننده اصل و بدل انسان می‌باشد؛ لذا بنابر باورهای وی بایستی تاریخ را خوب شناخت تا عوامل فساد را کشف نمود.

## نام
اسم «کنفوسیوس» در زبان چینی «کونگ فوزی» است که یونانیان با افزودن پسوند «یوس» در پایان نام او، آن را به «کنفوسیوس» دگرگون کردند که در جهان بیشتر بدین نام شناخته شده‌است.

## پیشینه تاریخی

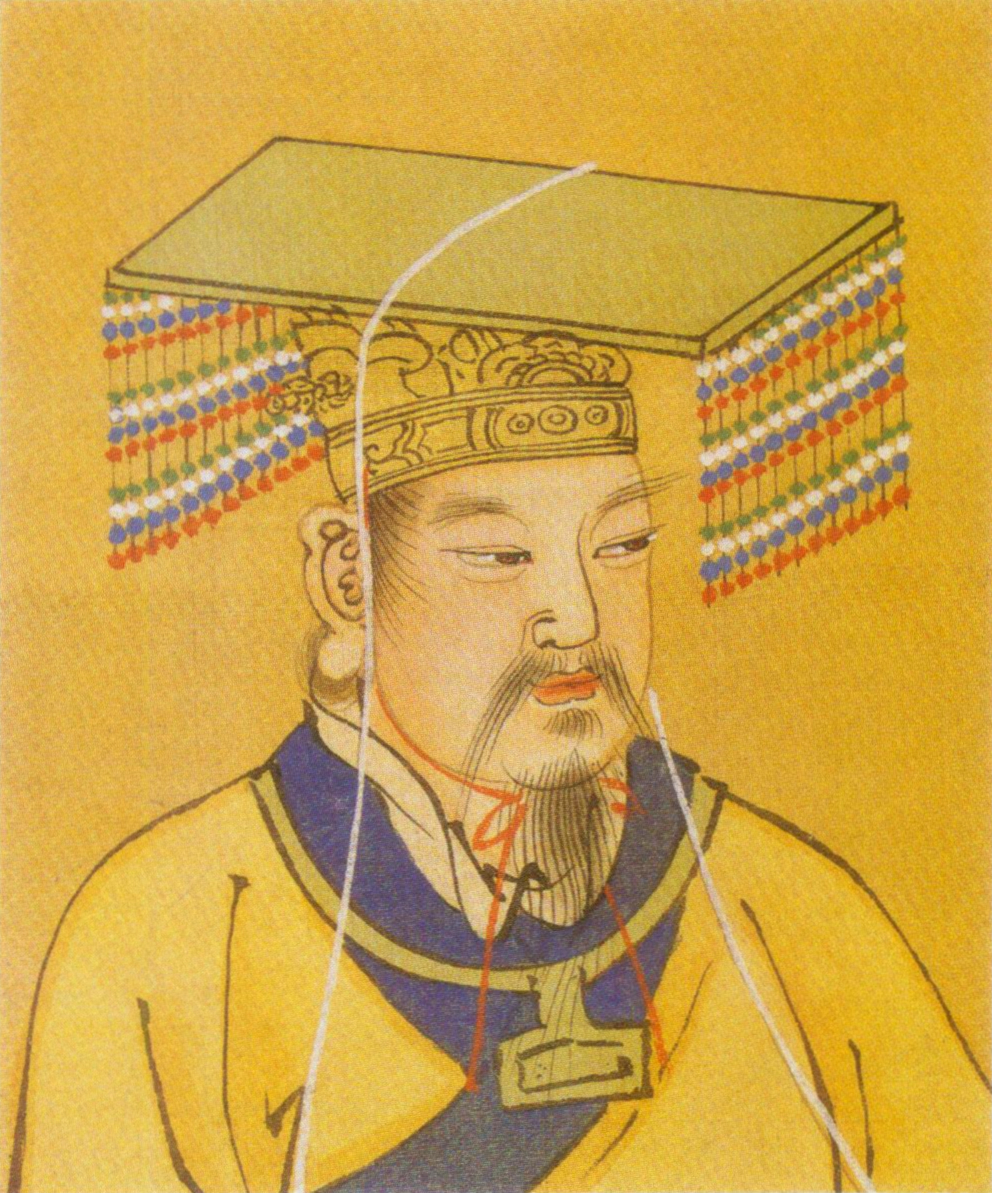
تصویری از هوانگ‌تی یا امپراتور زرد

حاکمان اساطیری و قهرمانان فرهنگی چین در فاصلهٔ سال‌های ۲۸۵۲ پیش از میلاد تا ۲۲۰۵ پیش از میلاد سه شهریار و پنج امپراتور نام دارند. این دوران مصادف با زمان قبل از دوران دودمان شیا می‌باشد. سه شهریار، در تاریخ اسطوره‌ای چین به ایزدشاهان یا نیمه خدایان دارای قدرت جادویی گفته می‌شود. پنج امپراتور زمامداران افسانه‌ای چین باستان بودند که از نظر اخلاقی پادشاهانی حکیم و خردمند و بی‌عیب و نقص محسوب می‌شدند. بنا به منبع، تنوع زیادی در طبقه‌بندی افراد به عنوان سه فرمانروا یا پنج امپراتور وجود دارد. با توجه به ثبتیات مورخ بزرگ یا همان شیجی، این پنج امپراتور عبارت بودند از:
- هوانگ‌تی یا امپراتور زرد (黄帝) قدیمی‌ترین فرمانروایی است که «سوما چین» مورخ، او را می‌شناسد. از دیدگاه سوماچین، فرمانروایان قبل از هوانگ تی، موجوداتی آسمانی با بدن مار وسر انسان بودند و فقط هوانگ‌تی فرمانروای انسانی بود.
- جوان سیون (颛 顼)
- امپراتور کو (帝 喾)
- امپراتور یائو (尧)
- امپراتور شون(舜)

یائو و شون، همراه با یوی بزرگ (禹)، بنیانگذاران دودمان شیا محسوب می‌شدند و همچنین از آنان با عنوان سه امپراتور نیز نام برده می‌شد. این سه پادشاه، بعدها و در تاریخ چین، توسط کنفسیوس‌گرا‌ها به عنوان الگوهای فرمانروایی و مثال‌ها و نمونه‌های برجسته اخلاقی در نظر گرفته شدند.
دودمان شیا که به وسیله یوی بزرگ تأسیس شد، تا سال ۱۵۵۷ ق. م (۱۷۷۶ق. م) ادامه یافت و طی آن هفده نفر فرمانروایی کردند. از تاریخ دقیق این سلسله اطلاع چندانی درست نیست، فقط جزئیات بیشتری دربارهٔ سقوط آخرین فرمانروای شیا ذکر شده‌است.
جیه واپسین فرمانروای دودمان شیا، جباری بود که ستمگری او مردم را از وی متنفر و اشراف را خشمگین ساخت. درنتیجه، فردی به نام تانگ شورش کرد و آن جبار را شکست داد و دودمان شانگ را تأسیس نمود. جانشینان او تا سال ۱۰۵۰ ق. م (۱۱۲۲ ق. م) یعنی تا زمانی که به وسیله دودمان ژو از کار برافتادند، در چین سلطنت کردند.
آخرین فرمانروای دودمان شانگ، دی شین نام داشت. وی فرمانروای غرب را که در تاریخ به ون ژو معروف است و پدر مؤسس دودمان ژو بود، به زندان افکند. ون سرانجام با کمک فرزندش وو ژو توانست دی شین را شکست دهد و دودمان شانگ را براندازد. بدین ترتیب دودمان ژو در سال ۱۰۵۰ ق. م (۱۱۲۲ ق. م) بر سرکار آمد.
پادشاه ون ژو خصایل بسیار نیکویی داشت و به پادشاه فرهنگی معروف است. او به همراه فرزندش وو ژو جامعهٔ آرمانی دوران یائو، شون و یورا دوباره در تاریخ چین باستان احیا کرد. در دوره‌های بعد، پادشاهان دودمان ژو نتوانستند قلمروی خود را به صورت ایالتی کاملاً متمرکز اداره کنند، زیرا این کار مستلزم شبکهٔ ارتباطی مناسب، نظام پولی قابل اجراء و تجربهٔ سیاسی بسیار بود که آنان فاقد آن بودند. از این رو، آن‌ها بخش وسیعی از سرزمینشان را قطعه قطعه کردند و به خویشاوندان حکمران ژو و روسای اصلی قبایل دیگر که در این پیروزی به آن‌ها کمک کرده بودند، سپردند. در نتیجه، نظامی ملوک‌الطوایفی به وجود آمد.
با کهنسال شدن دودمان ژو، اعقاب اولین سر کردگان ملوک‌الطوایفی به تدریج به فرمان‌های پادشاه کمتر اعتنا می‌کردند و دایم با یکدیگر می‌جنگیدند و بدین طریق ایالت‌های بزرگ و قدرتمند، قلمرو همسایگان ضعیف‌ترشان را تصرف می‌کردند. از این زمان به بعد پادشاهان این دودمان بیش از عروسکانی در دست زیر دستان مقتدرشان نبودند. در دوره بهار و پاییز حدود ۱۷۰ دولت وجود داشت که اکثر آن‌ها کوچک بودند. پادشاهی‌های بزرگ شروع به بلعیدن پادشاهی‌های کوچک کردند و دولت‌ها به جان هم افتادند. در این زمان، جنگ میان ایالت‌های بزرگ تقریباً به صورت امری دائمی درآمده بود.
خود ایالت لو، موطن کنفوسیوس، بیست و یک بار مورد حمله قرار گرفت. بدین ترتیب، نه تنها در ایالت لو، بلکه در ایالات دیگر نیز تقریباً هیچ نظم و اقتداری وجود نداشت، مگر قدرت دهشت‌انگیزی که دائماً جابه‌جا می‌شد. به‌طور کلی ارزش‌های باستانی در معرض شک و تردید قرار گرفته، یا به کناری نهاده شده بود. نه قانونی وجود داشت و نه زندگی انسان از ارزشی برخوردار بود. رشوه‌خواری در تمام سطوح دیده می‌شد. بی‌اخلاقی در روابط میان افراد نیز شایع بود. منسیوس می‌گوید: «جهان رو به زوال و فساد رفت و اصول زندگی سست شدند، سخنان هرزه و اعمال ظالمانه متداول شد و نمونهٔ آن وزیرانی بودند که به حاکمان خود خیانت می‌کردند و فرزندانی که پدران خود را می‌کشتند.» از طرف دیگر از بین رفتن تدریجی قدرت حکومت مرکزی نیز از هر جهت بر مشکلات مردم افزود. در چنین اوضاع و احوالی بود که حکیمان و فیلسوفان زیادی جهت اصلاح جامعه و رفع مشکلات مردم به ظهور کردند، به طوری که در دوره بهار و پاییز (۴۸۱–۷۲۲ ق. م) صد مکتب فلسفی چین به ظهور رسید که یکی از مهم‌ترین آن‌ها مکتب کنفوسیوس بود.

## زندگی
کنفوسیوس در سال ۵۵۱ ق. م در ایالت لو متولد شد. نیاکان او احتمالاً از اشراف زمان خود بودند که موقعیت خود را از دست داده بودند. پدر کنفوسیوس در سه سالگی او درگذشت و از آن پس، در زیر چتر حمایت مادرش قرار گرفت و توسط او آموزش دید. سپس در نوجوانی خود به شکلی خستگی‌ناپذیر به یادگیری پرداخت. مهارت او در هنرهای ششگانهٔ دوران خود، یعنی مراسم مذهبی، موسیقی، کمان‌گیری، ارابه‌رانی، خوشنویسی و حساب، و همچنین آشنایی او با سنت‌های باستانی به ویژه شعر و تاریخ او را قادر ساخت تا در سی سالگی درصدد اصلاح جامعه دوران خود برآید. جامعهٔ دوران کنفوسیوس به هیچ وجه مطلوب او نبود. در واقع، جامعهٔ مطلوب او جامعهٔ سرمشقی بود که خاقان‌های اولیه یائو و شون و یوی بزرگ در هزارهٔ سوم قبل از میلاد داشته‌اند و یکبار دیگر در اوایل دودمان ژو توسط امپراتور ون ژو و فرزندش وو ژو از سال۱۰۵۰ ق. م به بعد در تاریخ چین باستان محقق شده بود. نشانهٔ جامعهٔ سر مشق او، هماهنگی، آرامش و سعادت انسان‌ها بود و او می‌خواست با پیروی از آن سر مشق باستانی، یکبار دیگر این خصوصیات را به جامعهٔ انسانی بازگرداند.

### اوایل زندگی
کنفوسیوس، در سال ۵۵۱ قبل از میلاد، در روستایی به نام تسو، واقع در ایالتِ قدیمی لو – که امروزه بخشی از شهرستان جدید شاندونگ است – زاده شد. خانواده‌ای که کنفوسیوس در آن به دنیا آمد، خانواده‌ای پرجمعیت بود.
پدرِ کنفوسیوس، شولیانگ هو، افسری بازنشسته بود که با شرکت در جبهه‌های نبرد موفّق شده بود رضایت پادشاه را به دست آورده و زمین‌هایی را به تملّک خود درآورد. شولیانگ سه همسر داشت که هیچ‌کدام از آن‌ها نتوانسته بودند برایش پسری بزایند؛ نُه دختر او نیز همه ازدواج کرده و به خانواده‌های دیگر پیوسته بودند. به همین دلیل، در سال ۵۵۵ قبل از میلاد، شولیانگ هو، در حالی که شصت و چهار سال سن داشت، دختری پانزده ساله به نام یان چنگ تسای را به عنوانِ همسر متعه خود اختیار کرد.
چنگ تسای نیز تا مدّتی نمی‌توانست باردار شود؛ به همین دلیل – چنان‌که از روایات سنتی آئین کنفوسیوس بر می‌آید – از تپّه بالا رفت و بر فرازِ آن به دعا و نماز مشغول شد؛ تا این که سرانجام به کنفوسیوس حامله شد؛ به همین سبب، یکی از نام‌های کنفوسیوس «چیو» به معنی تپّه است.
وقتی کنفوسیوس هنوز سه سال داشت، پدرش مُرد و او را در فانگشان، واقع در لوی شرقی، به خاک سپردند. با مرگِ شولیانگ هو، کنفوسیوس و مادرش مجبور بودند از بقیه خانواده جدا شوند، به نحوی که حتّی اجازه نداشتند در مراسم خاکسپاری شولیانگ شرکت کنند. از آن جا که مادرِ کنفوسیوس، زنِ رسمیِ شولیانگ به حساب نمی‌آمد، چیزی از میراثِ شولیانگ به او نرسید و آن‌ها از آن پس مجبور بودند در شاندونگ واقع در شرق چین به تهی دستی روزگار بگذرانند. بر اساس روایات، کنفوسیوس همچنین از کودکی به مطالعه آثاری در زمینه قربانی و آداب معبد می‌پرداخت.
چندی بعد، در حالی که کنفوسیوس سنینِ نوجوانی اش را می‌گذراند – به روایتی سیزده سال و به روایتی دیگر شانزده سال داشت – مادرش بر اثر بیماری و کارِ زیاد درگذشت. چنگ تسای را نیز در فانگشان به خاک سپردند.
وقتی کنفوسیوس هفده سال داشت، یکی از اشرافِ لو به نام چی پینگ تسو به دنبال شخصی می‌گشت که با آداب قربانی آشنایی داشته باشد؛ به همین دلیل همه عالمان شهر را به مجلسی دعوت کرد و کنفوسیوس نیز در بین آن‌ها حاضر شد.
کنفوسیوس در بیست سالگی با دختری به نام یی چی گوان ازدواج کرد. این ازدواجی بود که مادرِ کنفوسیوس بین او و دخترِ دوستِ پدرش ترتیب داده بود. پس از گذشتِ دو سال از این ازدواج، یی چی گوان برای کنفوسیوس پسری زایید که کونگ لی نامیده شد. کنفوسیوس دختری نیز داشته‌است که در برخی کتاب‌ها نامِ او کونگ جیو ثبت شده‌است. کونگ، نام خانوادگی کنفوسیوس است و در عرف زبان چینی نام خانوادگی پیش از نام می‌آید.

### شغل سیاسی
کنفوسیوس در دوره ۵۵۱ تا ۴۷۹ قبل از میلاد در دوره بهار و پاییز زندگی می‌کرد. دوره ای که تقریباً با دوره هخامنشیان در ایران هم‌زمان بود. آن زمان دودمان ژو شرقی (دونگ جوو) حکومت چین را برعهده داشت. امپراتوری جوو از ۷ ایالت کاملاً مستقل تشکیل می‌شد که در واقع هر ایالت یک کشور محسوب می‌شد که برای خود یک شاه داشت. وی در دوران جوانی، مدتی به عنوان انباردار و مسئول امور چراگاه‌ها فعالیت کرد. اما او توانست در سن ۵۱ سالگی شهردار یکی از شهرهای کشور شود و یک سال پس از آن در وزارت راه و ساختمان فعالیت کرد. کنفوسیوس پس از سفرهای طولانی و دیدار با لائوتزه، به ایالت لو برگشت و به پیشنهاد پادشاه آن ایالت، مقام وزارت دادگستری را برعهده گرفت و پس از مدتی نیز وزیر امور داخله شد؛ تا این که سرانجام به وزارت اعظم ایالت لو رسید. او رسیدن به مقام حکومتی را بهترین راه ایجاد اصلاحات اجتماعی می‌دانست.

### تبعید

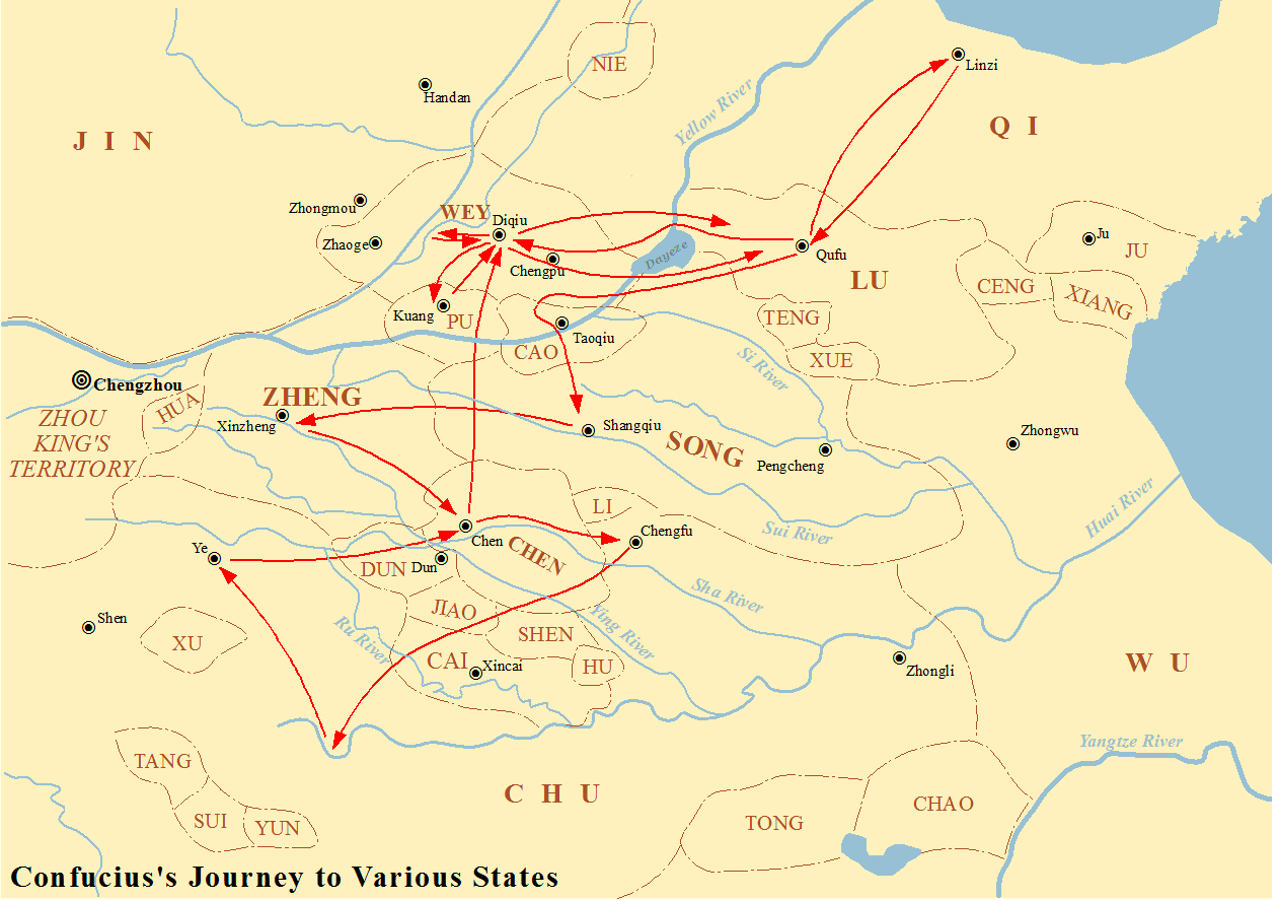
نقشه‌ای که سفر کنفوسیوس به ایالات مختلف چین را بین سال‌های ۴۹۷ قبل از میلاد و ۴۸۴ قبل از میلاد نشان می‌دهد

در این زمان عدالتی که او در کارش داشت، باعث برانگیخته شدن مخالفت‌ها و عزل او از مقامش بود. وقتی در روز عید از گوشت قربانی برایش نفرستادند، کنفوسیوس این اقدام را بهانه قرار داد و وطنش را ترک کرد. در روایتی نیز حاکم منطقه لو (لائوتزه) نمی‌توانست عدالت کنفوسیوس را بستاید و سیاق قبلی را ترجیح می‌داد. وقتی هشتاد غلام زیباروی به دربارش فرستاده شد. مکتب اخلاقی، فضیلت و تقوی را کنار گذاشته و به زیبایی و هنر روی آورد که موجب کناره‌گیری کنفوسیوس شد و وی دوباره به دوره‌گردی روی آورده و فقیر شد. پس از آن، کنفوسیوس بیشتر عمرش را در بین ایالت‌های چین سرگردان بود. سخنان او در مورد شیوه حکومت و اخلاق حاکمان، مورد پذیرش هم‌روزگارانش واقع نشد و حتی به زندان نیز افتاد.

### بازگشت به خانه
پس از ۱۳ سال، یعنی در ۶۸ سالگی، کنفوسیوس به وطن خود، یعنی کشور «لو» بازگشت. هر چند او بسیار مورد احترام مقامات کشور بود، اما به سمت مهمی منصوب نشد. او با توجه به این که نتوانست اندیشه‌های کشورداری خود را مورد توجه و استفاده دولتمردان قرار بدهد، بنابراین تصمیم گرفت تا دیگر در فعالیت‌های سیاسی شرکت نکند و همه اوقات و انرژی خود را به تنظیم کتاب و آموزش اندیشه‌های اخلاقی، سیاسی، اقتصادی و حتی هنریَ، به شاگردان و پیروان خودش اختصاص داد. در چین باستان آموزش و پرورش از حقوق ویژه اشراف بود، اما کنفوسیوس با شیوه خود این حق را از آنان گرفت و خود شاگردانی را جذب کرد و به آن‌ها آموزش داد. گفته می‌شود که وی سه هزار شاگرد داشته و در میان آن‌ها چند تن جزو دانشمندان آینده بوده‌اند.
سرانجام در سال ۴۷۹ پیش از میلاد، در سن ۷۲ سالگی، از دنیا رفت. وی آثار مهمی بر جای نهاد و شاگردان برجسته‌ای پرورش داد که آموزه‌های او را رونق بخشیدند.

## فلسفه
کنفوسیوس را سقراط چینی نیز خوانده‌اند و این مخصوصاً از آن روست که فلسفهٔ وی بیش از هر چیز به انسان و اخلاق انسانی نظر دارد و به آسمان‌ها نگاه نمی‌کند. از مخاطب می‌پرسد که «چون تو در باب زندگی هیچ نمی‌دانی دربارهٔ مرگ چه خواهی دانست؟» منطق نظری کنفوسیوس مبتنی بر این نکته بود که انسان بداند بر چه چیز می‌تواند علم داشته باشد و بر چه چیزی نمی‌تواند. هدف فلسفه او این بود که از طریق تربیت نفس انسان کامل به‌بار آورد. کنفوسیوس دینی به معنای حقیقی تأسیس نکرده‌است و از اینرو نمی‌توان او را جزو پیامبران ادیان جهان امروزی مانند دین برهمنی، زرتشتی یا عیسوی به‌شمار آورد، زیرا این ادیان همه احکامی برای زندگی افراد بشر و مکافات و مجازات برای اعمال مردم در دنیا و آخرت و قواعد و شرایطی برای اجرای آداب و رسوم مذهبی برقرار کرده‌اند، لیکن در تعلیمات او چیزی از این مسائل نمی‌توان یافت. اما همه تصدیق می‌کنند که او بانی مذهب رسمی دولت چین است. این مذهب در حقیقت یک فلسفه اخلاقی می‌باشد که با جامهٔ قدسیت دینی آراسته شده‌است. به عبارت دیگر دین کنفوسیوس نوعی وحدت وجود است و برای شرح آن به مردم مغرب زمین بهتر است آن را با فلسفهٔ اسپینوزا مقایسه کرد. آنچه کنفوسیوس آورده‌است عقیده و الاهیات نیست، بلکه دستور اخلاقی عالی اشرافی و راه انسان برتر است.
نزد کنفوسیوس به یک دستگاه فلسفی متعارف، یعنی ساختار سازگار شده‌ای از منطق و فلسفهٔ اولی و اخلاق و سیاست که همه تابع فکری اصلی باشند، برنمی‌خوریم.
او خود را نیازمند چنین دستگاه گسترده‌ای ندید و فقط با ذهن نقاد، به آموزش پرداخت و بر فکر و ذهن شاگردان اثر گذاشت. چون می‌خواست فلسفه را در عمل و کارهای حکومتی به کار ببرد از فلسفهٔ فراطبیعی رو برگرفت و کوشید ذهن شاگردان را از مسائل رازدار یا آسمانی برگرداند:
افکار کنفوسیوس از تجارب اساسی و قدیمی مذهبی ناشی نبود، با وحی و الهام ارتباطی نداشت و آن را نمی‌شناخت. عقیده نداشت که حیات آدمی تجدید خواهد شد. بهر جهت مردی صوفی مشرب نبود. نیز از زمرهٔ فردگرایان محسوب نمی‌گشت.
او بقدری از پرداختن به مسائل لاهوتی رویگردان بود که مفسران امروزی آثارش، او را ندانم‌گرا (Agnostic) می‌دانند. تنها نکته‌ای از فلسفهٔ کنفوسیوس که در متافیزیک می‌گنجد این بود که او در همه نمودها وحدت می‌دید و می‌کوشید بین قواعد رفتار درست و نظام طبیعت هماهنگی پایداری پیدا کند.
اندیشه‌های کنفوسیوس، اندیشه‌هایی دینی نیست، بلکه اندیشه‌های وی مربوط به فلسفه، اخلاق، فرهنگ و کشورداری است. در واقع، کنفوسیوس در عرصه‌های مختلف اندیشه‌های خاص خودش را داشت؛ مثلاً در عرصه سیاسی عقیده داشت کشور را باید با اخلاق و آداب خوش و نه به زور ارتش، اداره کرد. و در عرصه فلسفه گفته‌است انسان‌ها شخصیت‌های ذاتی نزدیک به هم دارند و بر اثر تفاوت در سطوح تحصیلی و محیط‌های زندگی، سرنوشت آن‌ها با یکدیگر متفاوت است؛ بنابراین، او مدعی بود که هر نفر باید تحصیلات کسب کند. این اندیشه در زمانی که فقط اشراف حق درس خواندن داشتند، بسیار چشمگیر بود. او خودش هم به اجرای این اندیشه پرداخته و آموزشگاه‌های فراوانی ایجاد کرد و هزاران شاگرد را با دریافت مبلغ بسیار کمی شهریه، تربیت کرد. خلاصه این که اندیشه‌های او بسیار فراگیر و گسترده‌است و آنچه محور یا هسته مکتب او است، امروز هنوز هم از جمله موارد بحث‌انگیز است.
در کنفوسیانیسم رابطه آسمان و زمین پس از خلقت قطع می‌شود و خداوند امور انسان را به دست خود انسان می‌سپارد تا به برکت عقل و حکمت راهی برای خود انتخاب کند در نتیجه تاملات فلسفی راهگشای امور عالم است.
فلسفه کنفوسیوس به‌طور خلاصه آئینی برای هماهنگی و هارمونی خوانده می‌شود. هماهنگی انسان با طبیعت، هماهنگی در روابط بین فردی و حتی هماهنگی در همه زمینه‌های اقتصادی و سیاسی. فلسفه آموزشی کنفوسیوس هم به تبع اهمیتی که برای هماهنگی قائل بود، به مسئولیت انسان در حفظ و نگه‌داری این هماهنگی در همه ارکان زندگی می‌پرداخت.

### اخلاق
این نظریه امروزه نسبتاً رایج‌تر است که هسته مکتب کنفوسیوس به دو کلمه ژن (کنفوسیانیسم) (仁) و لی (کنفوسیانیسم) (礼) بر می‌گردد.
معنی امروزی این دو کلمه چینی با معنای آن، در دوران باستان تفاوت دارد. ژن (کنفوسیانیسم) در واقع نام مجموعه ای از موارد اخلاقی خوش است از جمله احترام، عشق و تقوای فرزندی (وظایف در قبال والدین)، وفاداری، همدردی، اعتمادپذیری و غیره. و لی (کنفوسیانیسم) (Li) یعنی معیار اعمال و گفتار است. لی از دیدگاه کنفوسیوس معانی مختلفی داشت و برای پاکی، ادب، تشریفات و عبادت به کار می‌رفت. به عبارت دیگر، شاه باید شاه، وزیر باید وزیر، پدر باید پدر، و پسر باید پسر باشد. هر نفر نقش خودش را دارد و عملکردهایشان نیز معیارهایی دارد که باید مراعات شود. کلمه «لی»(礼) می‌تواند با نظام‌های اداری، معیارهای اخلاقی، آیین‌های فرهنگی و ادبی نیز مرتبط باشد؛ یعنی هر چه که دارای معیار باشد، می‌تواند تحت پوشش این مفهوم قرار گیرد. و این هم دلیلی شد بر این که سلسله‌های شاهنشاهی پس از او مکتب خود را در جایگاه بسیار برجسته ای قرار دهند. چرا که طبق این اندیشه «ژن» (仁) و «لی»(礼)، شاه باید کشور را خوب اداره کند و مردم باید وفادار باشند که به این ترتیب کشور در محیطی آرام اداره می‌شود؛ یعنی هر نفر باید طبق نقش خود کار خود را انجام دهد. کار شاه خوب اداره کردن، و کار مردم وفاداری به شاه است. پادشاهان این اندیشه را به نفع حکومت خود می‌دانستند و از این رو، اندیشه کنفوسیانیسم را در جایگاه بسیار برتری قرار داده‌اند.
کنفوسیوس بیش از هر چیز به اخلاق، به لی (کنفوسیانیسم) (Li) یعنی آیین و قواعد رفتار انسان توجه کرد. بی‌نظمی اجتماعی روزگار خود یا وضع و حال رو به زوال نظام فئودالی راه بی‌نظمی اخلاقی می‌دانست و آن را نتیجه ناتوان شدن و سقوط سنت‌ها و باورهای کهن می‌شمرد اما معتقد بود برای چاره‌کردن این بی‌نظمی اخلاقی نباید فقط به سنت‌های کهن رو آورد بلکه باید دانش بیشتری به دست آورد و با ایجاد زندگی منظم خانوادگی، اخلاق را زنده کرد. از این عقیده بر می‌آید که خردمندی و سامان اجتماعی از خانواده آغاز می‌شود و بنیاد جامعه فردی است خردمند و اخلاقی در خانواده‌ای منظم؛ زیرا «نظم سیاسی کنفوسیوس بر این گمان متمرکز بود که خانواده محل پیدایی روابط سیاسی جامعه است.»
خانواده از گردهمایی افراد به‌وجود می‌آید و در اثر معاشرت انسان‌ها به مرحلهٔ نیکی می‌رسد. به عقیده کنفوسیوس سیاست عبارت است از سر و سامان دادن به کارهای اجتماعی و در اندیشهٔ او سیاست و اخلاق یکی‌اند. و به نظر می‌رسد کنفوسیانیسم هم به عنوان نظریهٔ دولت و هم به عنوان هنر حکومت کردن، در اصل ردیفی از اصول اخلاقی آرمان‌گرایانه است.
زیرا او «شرط لازم برای شایستگی و صلاحیت حکومت را عمل به لی (کنفوسیانیسم)ها (آیین‌ها و قواعد رفتار اجتماعی انسان) می‌دانست.» کمال مطلوب کنفوسیوس، جامعهٔ بزرگ یا تاتونگ (Tatung) در واقع کمال یافتگی اخلاقی است؛ و هنر حکومت کردن هم در انجام درست کارها نهفته‌است.
بنا به این گونه نظریات و باورهاست که در سراسر نوشته‌های پیروان مکتب کنفوسیوسی، سیاست و اخلاق کاملاً با هم پیوند دارند. به نظر کنفوسیوس انسان هرگز موجود تنهایی نبوده همیشه به صورت جمع و در اجتماع زندگی کرده‌است. فیلسوف چینی هم مانند فیلسوف یونانی، ارسطو معتقد بود فقط در معاشرت انسان‌ها با یکدیگر انسان نیکی را می‌شناسد و در تنهایی نمی‌تواند خوب یا بد باشد. کنفوسیوس می‌اندیشید پیش از دست یافتن به نیکی انسان باید آگاهی یابد. گفتار زیر دربارهٔ آموزش، گزارش روشنی از ویژگی سیاسی و اخلاقی اندیشهٔ کنفوسیوس و پیدایی آگاهی است:
پیشینیان که می‌خواستند فضیلت اعلی را در سراسر (زندگی ملی) پخش کنند. نخست امارت‌های خود را به خوبی انتظام می‌بخشیدند. برای انتظام بخشیدن به امارت‌های خود، نخست به خانواده‌ها نظام می‌دادند. برای نظام دادن به خانواده‌های خود، نخست خویشتن را پرورش می‌دادند. برای پروردن خویش نخست قلب‌های خود را پاک می‌کردند، برای پاک کردن قلب‌های خود، نخست می‌کوشیدند تا در افکار خویش صادق و مخلص باشند، برای آنکه در افکار خویش صادق و صمیمی باشند، نخست دانش خود را تا برترین مرز می‌گسترند، گسترش دانش زاده پژوهش در احوال اشیا است. از پژوهش در احوال اشیا، دانش کامل به دست می‌آید. از کمال دانش، اندیشه‌ها پاک می‌شود، از پاکی اندیشه‌ها، قلب‌ها پاک می‌شود، از پاکی قلب‌ها، نفس‌ها پرورش می‌یابد، از پرورش نفس‌ها، خانواده‌ها نظام می‌گیرد، از نظام یافتن خانواده‌ها، کارهای امارت دوام می‌یابد، از گردش درست کارهای امارت، سراسر زندگی ملی به آرامش و سعادت می‌رسد.
کنفوسیوس می‌گفت فرمانروا باید انسان فرهیخته و پارسا باشد؛ زیرا تنها چنین فردی می‌تواند زندگی خانواده‌ها را تنظیم کند به زندگی ملی نظم بخشد و به سراسر جهان صلح ببخشد. او می‌تواند این کارها را نه از راه قدرت نظامی یا اقتدار قانون‌گذاری و قضایی بلکه از راه نفوذ اخلاقی شخصی به انجام آورد.
کنفوسیوس آشکارا نگفت که آیا بشر نیک یا شر است، این موضوع محور اصلی ستیز بین شاگردان معروف اومنسیوس و هسون‌تسو است. کنفوسیوس در تعلیماتش بر شرافت انسان در روابط اخلاقی تکیه داشت و معتقد بود که برای ایجاد رفاه در جامعه باید به تربیت و تهذیب نفس انسانی از طریق آموزش و پرورش پرداخت.
کنفوسیوس تصور می‌کرد که مناسک، یا آیین (لی) - شامل و بیان رفتار مناسب انسان در همه زمینه‌های زندگی - می‌تواند یک مرد را ثابت نگه دارد و یک دولت را محکم کند و تمرین آن‌ها باید از خانه شروع شود. او گفت: «به والدین خود هیچ دغدغه‌ای جز بیماری خود ندهید.» «وقتی والدین شما زنده هستند، به نقاط دور سفر نکنید و اگر مجبور به سفر هستید، باید دقیقاً به آن‌ها بگویید که کجا می‌روید». اما اگر والدین شما در فکر انجام یک کار اشتباه باشند، چه؟ کنفوسیوس توصیه می‌کند: «وقتی سعی می‌کنید آن‌ها را از کارهای خلاف بازدارید، ملایم باشید.» «اگر می‌بینید که آن‌ها تمایلی به توجه به توصیه‌های شما ندارند، با احترام بمانید.»

### انسان کامل
از دیدگاه کنفوسیوس انسان کامل کسی است که نمونه و مثل اعلای آدمیّت باشد. انسان کامل به زبان چینی (چونگ تزو) نامیده می‌شود که دارای جایگاه برجسته و صفاتی است. او می‌گوید: «چنین نفسی به زینت کمال آراسته‌است. و همانند پسری است که محبت والدین را همواره در دل دارد. پدری که به فرزندان خود با عدالت و مهربانی برخورد می‌کند. مأموری است که نسبت به فرمانده خود وفادار است و شوهری که نسبت به همسر خود صمیمی است. و دوستی که با دوست خود مخلص و مؤدب است.» از نظر او انسان کامل به تمام صفات
عالی انسانیت آراسته‌است لذا پیروان کنفوسیوس او را به عنوان انسان کامل معرفی می‌کنند.
پنج خصلت انسان کامل از دیدگاه کنفوسیوس
1. عزت در نفس
2. بزرگواری در رحمت
3. خلوص در نیت
4. شوق در عمل
5. نیکی در رفتار

روش کنفوسیوس برای رسیدن به مقام شرافت انسانیت
1. محبت؛ که هیچ‌گاه مرا آزرده نساخت.
2. حکمت؛ که هیچ‌گاه برایم شک ببار نیاورد.
3. شجاعت؛ که هیچ‌گاه ترس و بیم در دل من ایجاد نکرد.

او می‌گفت: من مدعی نیستم که حکمت الهی و تقوا را دارا هستم. تنها چیزی که دربارهٔ خود می‌گویم این است که در راه و روش خود هیچ تردیدی ندارم و در تعلیم به دیگران هیچ‌گاه کوتاهی نکردم. این است انتهای عمل من و بس.

### آموزش و پرورش
هدف از آموزش از دیدگاه کنفوسیوس، تربیت انسان شریف بود. او برای تعریف انسان شریف خصوصیاتی را در نظر گرفت که باید از طریق آموزش‌وپرورش در انسان نهادینه شده و رشد کند. اولین خصوصیت انسان شریف، شجاعت است او شجاعت را در خدمت به حقیقت بدون ترس می‌دید. از نظر او تربیت باید انسان را در دفاع از حقیقت و خدمت به حقیقت بدون ترس از عواقب آن، آماده کند.
خصیصه دوم در دیدگاه تربیتی او، وفای به عهد بود. قابل اعتماد بودن و ایستادن روی قول و قرار خود و وفای به عهد در مسیر تربیت یک انسان شریف از جایگاه ویژه‌ای برخوردار بود. بدون این خصوصیت، روابط فردی و اجتماعی از هم می‌پاشد و شک و بی‌اعتمادی جایگزین اعتماد و وثوق را می‌گیرد در چنین وضعیتی، جامعه در آستانه فروپاشی و انحطاط قرار می‌گیرد.
خصیصه سوم، احترام است. احترام به خود و دیگران از دیدگاه کنفوسیوس برای حفظ و بقای یک جامعه از اهمیت بالایی برخوردار است. باید بدانیم که فلسفه کنفوسیوس، به شدت مدافع نظام طبقاتی و سلسه مراتب قدرت در جامعه بود و فلسفه آموزشی او نیز با حفظ و دوام این سیستم هماهنگ شده بود. کنفوسیوس می‌کوشید این طبقات را از طریق آموزه‌های اخلاقی و تربیتی خود از طریق حفظ و پاسداشت احترام بین طبقات انسانی، باقی نگه دارد. برای مثال رابطه بین برادر بزرگتر و کوچکتر، زن و شوهر، معلم و شاگرد، حاکمیت و رعیت باید بر اساس احترام متقابل حفظ شود.
خصیصه چهارم انسان شریف، عقل و خرد است. کنفوسیوس می‌پنداشت که برخی از انسان‌ها، به‌طور فطری دانا و خردمند هستند اما برای دیگرانی که به اندازه کافی دانا نیستند، خردمندی باید آموزش داده شود؛ بنابراین یکی از پایه‌های آموزشی او، تعلیم عقل و خرد به دانش‌آموزان بود.

### تکامل اجتماعی
در نظام اندیشه کنفوسیوس جامعه ترکیبی از روابط بین افراد است. جامعه به پنج نوع رابطه بخشبندی شده‌است: فرمانروا/ارباب/کارفرما – فرمانبردار/رعیت/کارگر، پدر – پسر، شوهر – زن، برادر بزرگتر – برادر کوچکتر و دوست – دوست، دولت یا حکومت فقط به یکی از این روابط چندجانبه مربوط است؛ یعنی به رابطه بین فرمانروا و فرمانبردار و بنابراین فقط یکی از اجزای جامعه است.
کنفوسیوس معتقد بود دولت محصول تکامل اجتماع است. گفتارهای زیر بیان ساده و روشن مربوط به مراحل تکامل اجتماعی است که منجر به پیدایی دولت تاریخی شد:
«با پیدایی آسمان و زمین، هم مواد به‌وجود آمدند. پس از به وجود آمدن مواد، زن و مرد آمد، با وجود زن و مرد، زناشویی پیدا شد، از زناشویی پدری و فرزندی ظاهر شد، از پدری و فرزندی فرمانروایی و فرمانبری پدید آمد، از فرمانروایی و فرمانبری، فرادستی و فرودستی پدیدار شد. به دنبال تفاوت بین فرادست و فرودست نهادهای مالکیت و قانونی بودن پیدا شدند.»
این نظریهٔ تکامل اجتماعی؛ که به نظر طبیعت‌گرایان عینی و توصیفی می‌رسد. در واقع در سطح بسیار آرمان‌گرایانه قرار داشت. در این معنا تصوری که از جامعه وجود داشت این بود که هستی طبیعی از سادگی به پیچیدگی، بر حسب سلسله مراتب اخلاقی ترقی کرده‌است؛ بنابراین با در نظرگرفتن نگرش آرمان‌گرایانه کنفوسیوس می‌توان گفت او دولت را محصول اخلاقی تکامل اجتماعی می‌دانست و تفاوت بین فرادست و فرودست یا فرمانروا و فرمانبر را پدیده‌ای طبیعی در جامعه توجیه می‌کرد.

### سیاست
کنفوسیوس همه جا طرفدار نظم و قدرت قانونی حکومت و درعین حال مخالف استبداد و خودسری پادشاهان بود. همچون فلاسفه هند حق سلطه و قدرت مطلقه را برای پادشاه قائل نشد، بلکه آن را موکول به رضایت ملت نموده‌است، چنان‌که می‌گوید: کسی بر امپراتوری سلطنت خواهد کرد که ملت رضایت دهد و کسی سلطنت را از دست می‌دهد که رضایت ملت را از دست دهد.
در اندیشهٔ کنفوسیوس بین دولت و خانواده چندان مرز روشنی وجود نداشت. او می‌گفت دولت جز خانواده‌ای بزرگ نیست و حکومت جز حکومت خانواده در حد گسترده نیست. رابطه فرمانروا با اتباع خود مانند رابطه پدر با فرزندان است، فرمانروای خوب پدر خوب و تبعهٔ خوب فرزند خوبی هستند. اصول حاکم بر روابط سیاسی نیز در اساس همان اصولی است که بر روابط خانوادگی حاکم است. بار دیگر دیده می‌شود سیاست و اخلاق در اصل یکی دانسته شده‌اند یا یکی هستند و نیز بین دولت و خانواده تفاوت چندانی نیست. در زمان کنفوسیوس دو طبقه عمده طبقه اشراف حاکم و طبقه سرف و برده، طبقه ارباب یا چون‌تسو (ChunTzu) و طبقهٔ عوام یا «هسیاوجن»
(Hsiao jen) وجود داشتند. طبقات متوسط بازرگان صاحبان مستقل زمین‌های کشاورزی یا خرده مالکان و روشنفکران در حال پیدایی بودند. در این میان کنفوسیوس سخنگوی طبقهٌ اشراف بود؛ بنابراین شگفت نیست که سرانجام کنفوسیانیسم آموزهٔ رسمی طبقهٔ حاکم در چین شد.
شاید بارزترین وجه غالب در شخصیت و تفکر کنفوسیوس را همان کنفوسیوس دولتمرد خواند. این استاد یگانه تقریباً تمامی عمر خود را بر سر تفکر دربارهٔ دولت آرمانی صرف کرده‌است. کنفوسیوس در زمانه‌ای می‌زیست که از قدرت مرکزی «جو» کم می‌شد و دولت‌های کوچکترِ دست نشانده هر کدام پادشاهی را از آن خود می‌دانست. تاریخدانان این دورهٔ پر آشوب را دورهٔ بهار و پاییز (تقریباً از ۷۷۱ پ.م. تا ۴۷۶ پ. م) نام‌گذاری کرده‌اند و دورهٔ پس از آن را عصر دولت‌های جنگ‌طلب (تقریباً از ۴۷۶ پ.م. تا ۲۲۱ پ. م) توصیف کرده‌اند که در واقع زمان زوال قدرت مرکزی و نابودی سراسری تمام ساختار قانونی و اجتماعی کشور بود. کنفوسیوس که هواخواه نظم و شکوه گذشتگان بود و رؤیای چنان پادشاهی را در سر می‌پروراند و حتی آن را در کلاس‌های خود به شاگردانش تعلیم می‌داد، سعی در به تصویر کشیدن جامعهٔ آرمانی خود بر مبنای تفکر انسان مدارانه‌اش بود. والاترین آرمان کنفوسیوس حکومت جهانی بود که آن را «هماهنگی بزرگ» می‌خواند. او بیش ازهر چیز خواستار یک جامعهٔ بی‌کشاکش و ستیز بود. از این رو او آنگونه قوانین و قواعد حکومت را ارج ویژه می‌نهد که در پی تعادل اجتماعی و محیط عدل و انصاف‌اند.

### سنت‌گرایی و محافظه‌کاری
کنفوسیوس بر مطالعه تاریخ و میراث فردی و جمعی تأکید می‌کرد. از نظر او بازآموزی و انتقال سینه به سینه مناسک و آئین‌های سنتی به نسل‌های آینده به عنوان وارثین میراث تمدن از اهمیت ویژه‌ای برخوردار بود. به نظر کنفوسیوس، حفظ این آئین‌ها سبب نزدیک شدن افراد جامعه به یکدیگر و عامل ثبات و دوام تمدن بود.
نظام مورد نظر کنفوسیوس نظامی انسان‌گرایانه است و راه تحقیق در امور انسانی را یاد می‌دهد، ولی راه به فرمان درآوردن محیط زندگی را نمی‌آموزد. در تلاش است که قضا و قدر آسمانی را بشناسد اما بر آن فایق نمی‌شود. هدفش تأمین راه میانه و میانه‌رو بودن است، نه تندرو بودن. همچنین کنفوسیوس در حرمت گذاشتن به گذشتگان به حد افراط می‌رسد. نظام او بر پایهٔ روزگار باستان چین ساخته شده و به زیان سازگار شدن با شرایط متغیر تمدن تأکید می‌کند. فلسفهٔ او در گذاشتن حرمت به پیشینیان کارآمد شد اما مخالف اندیشه‌های تازه بود. کنفوسیوس تصور می‌کرد که هر جامعه‌ای اگر از سنت گذشتهٔ خود پیروی کند جامعه موفق و کامل است. بدین ترتیب می‌باید که نظام‌های کهن را بدون دستکاری در اصول آن نگاه داشت و به اندیشه‌های گذشتگان حرمت نهاد و آن‌ها را نباید به نقد کشید.
کنفوسیوس گفت است: من انتقال می‌دهم اما نوآوری نمی‌کنم. من عاشق دوران باستان هستم و به آن ایمان دارم.
تحت تأثیر فرهنگ محافظه‌کاری کنفوسیوس کشور چین در حدود دو هزار و چهارصد/ پانصد سال، حالت عجیبی را طی کرد که در این مدت جامعه چین نه جامعه وحشی و عقب مانده، نه رشدیافته و متکامل بود، نه نهضتی مترقی ایجاد سد و نه دچار سقوط گردید و
همیشه حالت متوسطی داشت. این همه بخاطر مبنای سنت‌گرائی و محافظه‌کاری تحت تأثیر آموزش کنفوسیوس بوده‌است. در این آئین تنها شکل مجاز خشونت در رعایت عدالت است که می‌تواند به صورت مجازات قانونی، مقابله با تخلف و تجاوز یا رویارویی با حکومت جابر و ستمگر باشد. در غیر این صورت هر نوع حرکتی که بخواهد موجب تغییر شرایط گردد در این آئین کاملاً منسوخ می‌باشد. در نتیجه کنفوسیوس، سنت‌پرستی و محافظه‌کاری اجتماعی را که به نفع طبقه حاکم و زیان توده انجامید تحکیم بخشید. هرچند که کنفوسیوس را نباید تنها مسئول این محافظه‌کاری‌ها دانست زیرا صحیح نیست که سیر فکری بیست قرن در یک کشور را ناشی از تفکرات یک فرد دانست.

### نظام ارباب‌رعیتی
کنفوسیوس نخستین بار به هنگام سازماندهی اشراف‌نشین «چو» برای استقرار نظام فئودالی عقلی و اخلاقی بودن نظام فئودالی را تبیین کرد. به نوشتهٔ منسیوس، کنفوسیوس زمانی زندگی می‌کرد که «دنیا در سراشیب انحطاط افتاده و اصول به کنار مانده بودند، اندیشه‌های فاسد و نیازهای دروغین زندگی را پر کرده بودند؛ وزیرانی بودند که شاهان را کشتند و پسرانی که پدران را و او که در اصل دیدگاهی محافظه‌کار داشت کوشید نظم فئودالی را که بهترین نظم ممکن می‌دانست بازگرداند تا از شاه‌کشی‌ها و پدرکشی‌ها جلوگیری کند.
به عقیدهٔ کنفوسیوس دولت نهادی اخلاقی است که به عنوان محصول غایی تکامل اجتماعی از زمان‌های فراموش شده، بتدریج هستی و رشدیافته است. کنفوسیوس به این طریق رژیم ارباب‌رعیتی (فئودالی) چین را از لحاظ اخلاقی توجیه نمود.
از لحاظ جامعه شناختی، کنفوسیوس دولت را سلسله مراتبی از طبقات فرمانروا و فرمانبردار می‌دید. اما معتقد نبود که دولت شکل رسمی تضاد طبقاتی است. بلکه دولت را نمایانگر هماهنگی اجتماعی بین فرمانروا و فرمانبردار بین فرادستان و فرودستان اخلاقی می‌دانست. در این میان از دیدگاه طبقهٔ فرادست بر جهان و کارهای جهانی می‌نگریست. به عقیده، کنفوسیوس، اندیشهٔ سلسله مراتب اجتماعی که نظم فئودالی تجسم عینی آن است. بر قانون طبیعی مبتنی است: «آسمان بالاست، زمین پایین» این است نظام گیتی، بین بالا و پایین تفاوت وجود دارد. این است سازمان موجودات، از جمله انسان و چیزها. جامعه از طبیعت پیروی می‌کند و بنابراین به بالا و پایین به طبقهٔ حاکم و طبقهٔ زیر فرمان تقسیم شده‌است. در این نگاه نه تنها قانون طبیعت، بلکه طبع بشر هم بر اندیشهٔ سلسله مراتب اجتماعی مبتنی دانسته شده‌است.
کنفوسیوس معتقد بود انسان برابر آفریده نشده‌است، برخی قوای ذهنی برتر و برخی دیگر فروتر دارند، برخی ذهن برتر و برخی ذهنی متوسط دارند، برخی به ذات، منش اشرافی دارند: دیگران به ذات مردم عادی‌اند. در حالی که آموزش و تربیت طبقه نمی‌شناسد اما طبیعت و اوضاع و احوال اجتماعی، ارباب و بنده به بار می‌آورند.ارباب کارهای اجتماعی را اداره می‌کند، و بنده فقط تبعه است. از لحاظ عملی سراسر دستگاه فکری او به مسئله پرورش ذهن و شخصیت فرمانروا اختصاص داشت. او مردم را به طبقهٔ ارباب و طبقه بنده و عامی تقسیم کرد. ارباب پرورش دهنده فضیلت و شخصیت خود است اما بنده و عامی در جستجوی سود و منافع است. ارباب می‌فهمد چه چیز درست است اما عامی از فهم آن ناتوان است. ارباب به پیش می‌رود عامی پس رو است. ارباب باید هنر حکومت را یاد بگیرد و بداند عامی باید اطاعت کند اما نداند.
از دیدگاه کنفوسیوس، ابزار ایجاد سلسله مراتب اجتماعی تعلیم و تربیت همگانی است. او سلسله مراتب را جزء لاینفک جامعه و بلکه استخوان‌بندی آن می‌دانست اما بر این باور بود که باید از صافی تعلیم و تربیت همگانی بگذرد. وی همچنین نظر داشت که این سلسله مراتب مانند طبقات اشرافی بر تولد و وراثت مبتنی نیست، بلکه بر شایسته‌سالاری و مرتبهٔ علمی و آگاهی اشخاص تکیه دارد. البته بدیهی است که شایسته‌سالاری تنها هنگامی میسر می‌شود که صاحبان مراتب اجتماعی مختلف بعد از تعلیم و تربیت همگانی تعیین شوند، درحالی‌که در نزد طبقات اشرافی و فئودال زمان کنفوسیوس، آموزش خصوصی و مخصوص اشراف بوده‌است. کنفوسیوس خود معلم بود و بدون توجه به پایگاه اجتماعی و ثروت به همگان آموزش می‌داد، اما از آموزش افرادی که حرف او را نمی‌فهمیدند، خودداری می‌کرد.

### آرمان‌شهر
بیان این موضوع که نگرش فلسفی کنفوسیوس کاملاً محدود به نظام فئودالی بوده، نادرست است. او خواه برای فرار از واقعیت یا در راه تمرین فکری و عقلی؛ جامعه‌ای آرمانی متصور شد که در اساس با نظم فئودالی متضاد بود. کنفوسیوس دربارهٔ جامعهٔ بزرگ مشترک‌المنافع، تاتونگ، زمانی به یکی از شاگردان گفت:
«به هنگام گشایش راه بزرگ، جهان وضعی عمومی خواهد داشت، صاحبان مقام بر حسب خرد و توانایی خود انتخاب می‌شوند و اعتماد متقابل و صلح بر همه جا حکم‌فرماست.»
به هر حال کنفوسیوس یک متفکر آرمانگرای صرف نبود. او نه تنها تصویری واقعی از یک قسم جامعهٔ انسانی به دست داد تا برای وصل به آن بکوشد، بلکه یک برنامه واقع بینانه هم برای زندگی خود نیز پی ریخت. تزی کونگ از استاد پرسید: «راه راست» در اداره حکومت کدام است؟ استاد گفت: نخست فراهم آوردن وسایل کافی برای خوراک و پوشاک ملت، دوم فراهم ساختن وسایل امن و آسایش در کشور و دفاع آن در برابر حمله‌های دشمنان خارجی و سوم کوشیدن برای اطمینان مردم نسبت به حکومت.

### پالایش واژه‌ها
در زمان کنفوسیوس، رواج شاه‌کشی و پدرکشی که بر سیاست‌های فئودالی نشان زده بود؛ بی‌تردید نخستین انگیزه برای اندیشهٔ کنفوسیوس بود. او فکر می‌کرد شاه‌کشی و پدرکشی، آیین آشوب و آشفتگی سیاسی که پایه‌های جامعه را فرو می‌پاشد. رخدادی نیست که به ناگاه در شب یا روزی اتفاق افتد، بلکه نتیجه روند درازمدت فساد اجتماعی و سیاسی است. کنفوسیوس معتقد بود علت اصلی ناهنجاری‌های اجتماعی و سیاسی به معانی و بیان مربوط است. وقتی شاگردی از او پرسید اگر کنفوسیوس اداره کشوری را عهده‌دار شود. نخستین کاری که می‌کند کدام است. و او پاسخ داد: «آنچه لازم است اصلاح و پالایش نام‌هاست.»
شاگرد پرسید: «چرا باید نام‌ها اصلاح شوند؟» او گفت «اگر نام‌ها درست نباشند زبان با حقیقت چیزها مطابق نخواهد بود؛ اگر زبان با حقیقت چیزها مطابق نباشد کارها با موفقیت به انجام نمی‌رسد؛ اگر کارها با موفقیت به انجام نرسد اخلاق و موسیقی رشد نخواهند یافت؛ اگر اخلاق و موسیقی رشد پیدا نکنند» قانون و عدالت درست نخواهند بود. وقتی قانون و عدالت درست نباشد. مردم نگون‌بخت می‌شوند و حتی به حد چهارپایان می‌رسند. پس باید واژه‌ها را در معنی درست آن‌ها به کار برد. باید محتوای آن‌ها را بازیافت.»
بنابراین به عقیدهٔ کنفوسیوس حکومت خوب باید با اصلاح و پالایش نام‌ها و تعریف دانش واژه‌ها آغاز کند، طوری که تفاوت بین درست و نادرست، عدالت و ستمگری مشخص باشد، در غیر این صورت «وقتی زبان آشفته گردد» همه چیز دچار آفت می‌شود و «وقتی واژه‌ها از دقت و صحت عاری باشند» حکم‌ها روشن نیست، کارها رونق نمی‌گیرد؛ ضمانات اجرایی قلب می‌شوند، و مردم سر از کار درنمی‌آورند.
به سخن دیگر حکومت باید برای ارزش‌های اخلاقی معیارهایی به وجود آورد، نبودن چنین معیارهایی، ناسازگاری اجتماعی و آشوب سیاسی به بار می‌آورد، برای اینکه نظم اجتماع دستخوش هرج و مرج نشود به گمان کنفوسیوس نخستین اقدام لازم برقراری معیارهای قاطع ارزش‌های اخلاقی است.

### موسیقی و شعر
کنفوسیوس برای هماهنگی و تعالی جامعه، شعر و موسیقی را ضروری می‌دانست. او می‌گفت: «ذهن انسان از طریق شعر برانگیخته می‌شود، به وسیله آداب ثبات می‌یابد و با موسیقی به کمال می‌رسد.» از دیدگاه کنفوسیوس هماهنگی و اتحاد هدف موسیقی، و تفاوت و تمایز هدف مراسم است. در نتیجهٔ هماهنگی، عشق متقابل حاصل می‌شود و در نتیجه تفاوت و تمایز، احترام متقابل. موسیقی از درون می‌آید و مراسم از بیرون، موسیقی سبب آرامش ذهنی می‌شود و مراسم لطافت رفتاری به وجود می‌آورد. در سطح کیهان، موسیقی بین آسمان و زمین هماهنگی ایجاد می‌کند و مراسم باعث تمایز آسمان و زمین می‌شود.
از نظر کنفوسیوس برای اثرگذاری بر آسمان و به حرکت درآوردن موجودات روحانی هیچ چیز بهتر از شعر نیست. شعر در انسان حس مشارکت در کیهان را ایجاد می‌کند و انسان را با جهان، طبیعت و خانواده هماهنگ می‌سازد و به تعبیر دیگر تجربهٔ وحدت را به انسان می‌دهد. کنفوسیوس شعر، تاریخ، مراسم و موسیقی را به شاگردان خود تعلیم می‌داد و بسیاری از آن‌ها در این حوزه‌ها استاد شدند.
شعر و موسیقی کنفوسیوس سرشار از توجه به انسان دلی است، شعر و موسیقی که غم‌های بزرگ و شادی‌های بزرگ مردم را گزارش می‌دهد. و ابزار پرمعنایی است که فرد را با جامعه پیوند می‌دهد و اثری هماهنگ در حیات تربیتی وی دارد. همانگونه که افلاطون موسیقی را تلاشی برای هماهنگی روح فرد با جهان هستی می‌داند، کنفوسیوس نه تنها شعر و موسیقی را ابزاری سودمند می‌داند که در همه ابعاد وجود آدمی تأثیر می‌گذارد، بلکه هدف آن را رسیدن به انسان دلی که انسان را از هر گونه اضطراب و دلهره آزاد می‌سازد بیان می‌کند.

## میراث

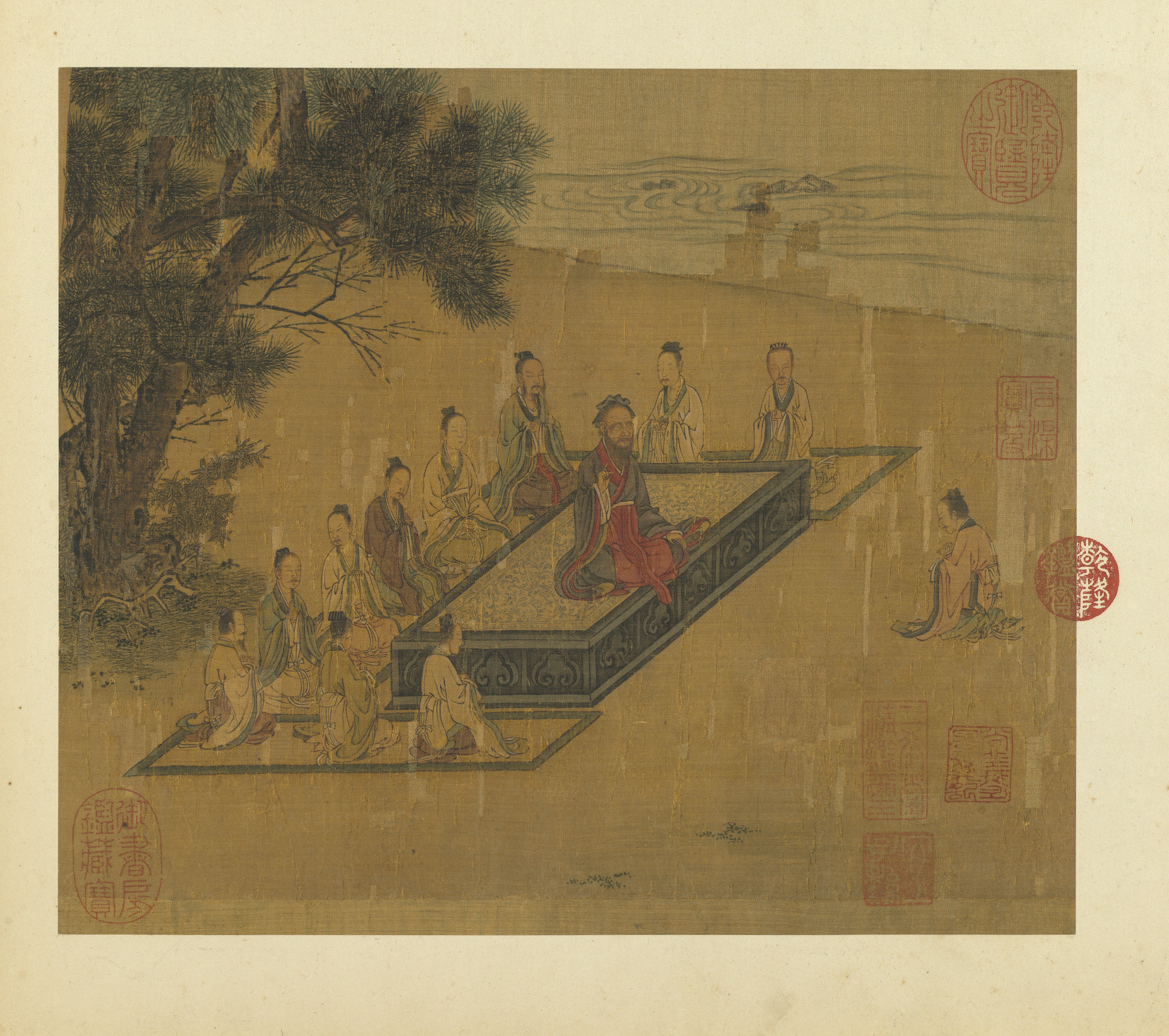
زنگ زی (راست) در مقابل کنفوسیوس (مرکز) زانو زده‌است (مرکز)، همان‌طور که در تصاویر کلاسیک تقوای فرزندی، سلسله دودمان سونگ نشان داده شده‌است

### شاگردان
- منسیوس، جوانگ دزو، یانگ جو، مودزو، شون دزو، هان فی دزو

## متون
منابع زندگی کنفوسیوس کم هستند. سالنامه‌های رسمی و دیگر منابع تاریخی اواخر دوره بهار و پاییز به ندرت نام او را ذکر می‌کنند زیرا او نقش برجسته ای در دنیای سیاسی ایفا نکرده‌است.
نخستین زندگی‌نامهٔ او ۳۷۵ سال پس از درگذشتش توسط سوماچیین، مورخ نامعتبر نوشته شد. در طول آن همه سال پس از در گذشت او، به واسطهٔ آن که فردی مشهور و برجسته و نیز حکیم بود، افسانه‌های بسیاری درباره‌اش ورد زبان‌ها بود و از این‌رو سوماچیین در اطلاعاتی که دربارهٔ او کسب کرد، وارد شد.
بیشتر جملات حکیمانه او در کتابی به نام لون‌یو (منتخبات کنفوسیوس) (论语) جمع‌آوری شده‌است. در واقع، این کتابی است که به دست خود کنفوسیوس نگاشته نشد، بلکه به دست شاگردان او جمع‌آوری شده‌است.
از جمله کتاب‌هایی که به کنفوسیوس و برخی از شاگردان او منسوب است، متون مقدس این آیین را تشکیل می‌دهد. این کتاب‌ها عبارتند از:
1. شوچینگ (کتاب تاریخ)؛
2. شی چینگ (کتاب شعر)؛
3. لی‌چی (کتاب شعائر یا کتاب آداب)؛
4. ئی چینگ (کتاب تبدلات)؛
5. چیو مینگ (سالنامه بهار و پاییز).

چهار کتاب نخست، گزیده‌ای از سخنان پیشینیان را نیز دربردارد، ولی سراسر کتاب پنجم از خود اوست.
چهار کتاب دیگر نیز به شاگردان او منسوب است:
1. آموزش کبیر (تعلیمات دربارهٔ تقوا)؛
2. مرام میانه (میانه‌روی کامل)؛
3. جنگ ادبی (مجموعه گفتار کنفوسیوس)؛
4. منسیوس (آثار مفسر بزرگ آیین کنفوسیوس به نام منیسوس).[۱۴]